# Peter Simons (Heimatforscher)

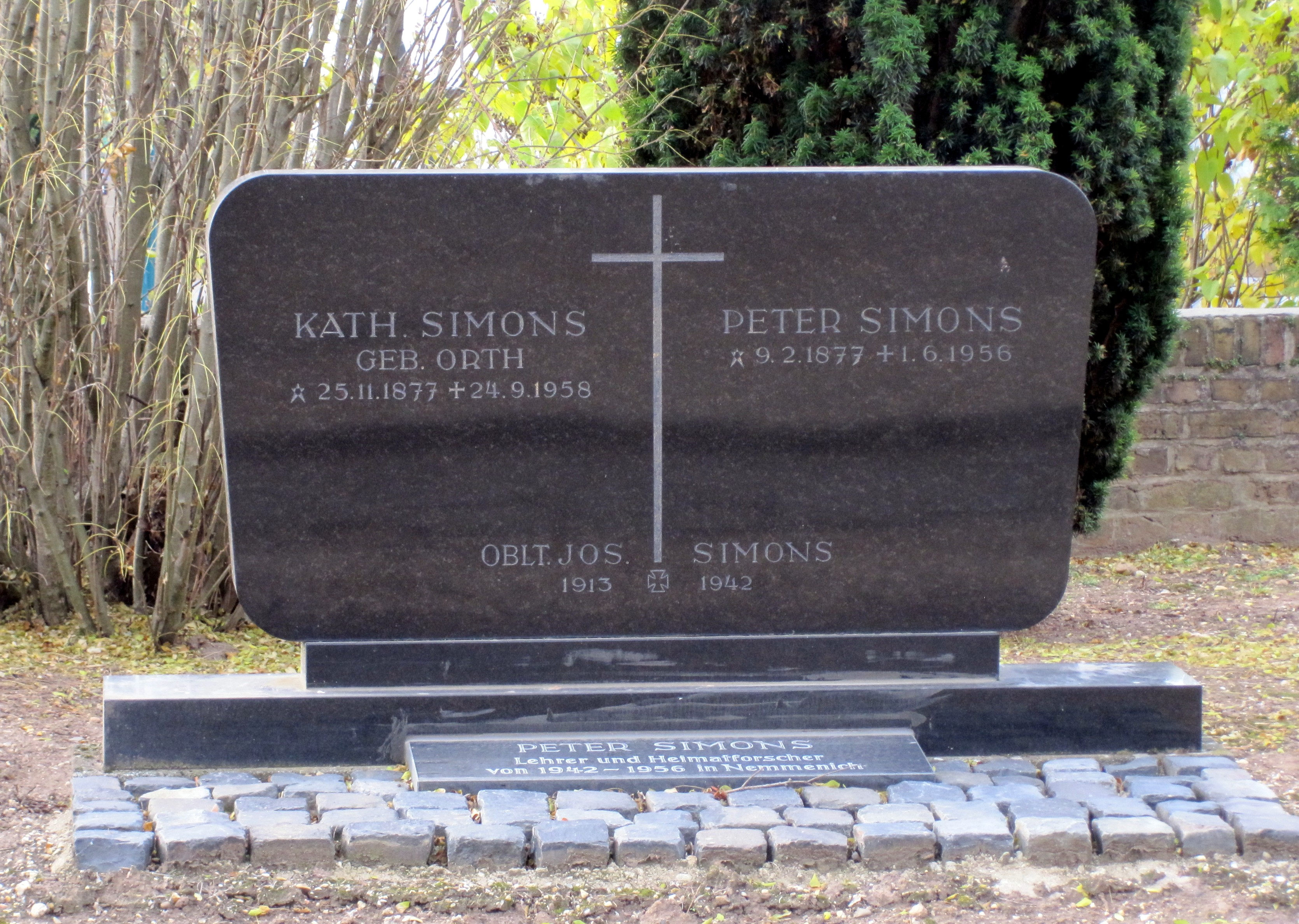
Familiengrab Peter Simons in Nemmenich (2011)

Peter Simons (* 9. Februar 1877 in Oberelvenich; † 1. Juni 1956 in Nemmenich) war ein deutscher Lehrer und Heimatforscher. Er gehörte zu den produktivsten und erfolgreichsten Regionalhistorikern des rheinischen Raumes in der ersten Hälfte des 20. Jahrhunderts.

## Leben

### Ausbildung und Beruf
Peter Simons besuchte von 1883 bis 1891 die einklassige Volksschule in seinem Geburtsort. Neben dem regulären Unterricht seiner Schulzeit förderte ihn sein Lehrer durch Einzelunterricht in den Fächern Deutsch, Latein und Mathematik. Aufgrund seiner musischen Begabung erhielt er auch Unterricht an der Kirchenorgel. Dadurch erwarb er Qualifikationen, die ihn befähigten, in späteren Jahren als Organist in Nemmenich zu agieren. In den folgenden Jahren bis 1894 arbeitete er in der elterlichen Landwirtschaft und besuchte gleichzeitig an einigen Tagen die Präparandie in Erp. Von 1894 bis 1897 nahm er ein Studium am Lehrerseminar in Siegburg auf. Gleichzeitig belegte er als Gaststudent an der Universität Bonn Kurse in Vor- und Frühgeschichte sowie in Alt- und Mittelhochdeutsch.
Nach dem Lehrerexamen trat er 1897 seine erste Lehrerstelle in Schönau (Bad Münstereifel) an. Seit 1899 unterrichtete er an Kölner Volksschulen, zuerst in Mülheim am Rhein, dann in Kalk und zuletzt bis zu seiner vorzeitigen Pensionierung 1938 als Konrektor in Poll. Nach seiner Heirat mit Katharina Orth im Jahre 1902 bezog er mit seiner Frau eine Wohnung in Köln-Poll. Zwischen 1914 und 1917 nahm er als Hauptmann in Frankreich am Ersten Weltkrieg teil.
Als während des Zweiten Weltkrieges im Jahr 1942 seine Wohnung in Köln-Poll durch Bomben zerstört wurde, zog er nach Nemmenich, dem Geburtsort seiner Frau, wo er bis zu seinem Tode im Familienanwesen eine Wohnung bezog.

### Forschung
Neben seiner beruflichen Tätigkeit widmete er schon als junger Lehrer seine gesamte Freizeit dem Geschichts- und Sprachstudium, besuchte Bibliotheken, Archive und belegte als Gasthörer Vorlesungen an der Universität zu Köln und verfasste zahlreiche Beiträge zur Heimatgeschichte.
Zwischen 1903 und 1914 entstanden fünf Ortsgeschichten. Zwischen 1921 und 1933 forschte er während der Schulferien im Euskirchener Stadtarchiv und veröffentlichte in diesen Jahren 140 Aufsätze in den historischen Beilagen „Unsere Heimat“ des Euskirchener Volksblattes. Für die Dürener Zeitung veröffentlichte er 26 Beiträge. Zu der Zeit verfasste er sieben Ortsgeschichten und in den Jahren 1933 bis 1942 acht weitere sowie mehr als 40 Aufsätze. Seine Ortsgeschichten und seine Beiträge zur Regionalgeschichte, zur Kultur und Volkskunde veröffentlichte er überwiegend in Zeitungen, deren Verlage den späteren Druck übernahmen.
Die von der Stadt Euskirchen an Simons in Auftrag gegebene Neufassung der Stadtgeschichte wurde 1935 von Stadtrat zurückgestellt, als Simons sich weigerte, dem Verlag Westdeutscher Beobachter vorab das Manuskript vorzulegen. Sie wurde nach dem Zweiten Weltkrieg nicht gedruckt, da die Stadt Euskirchen 1952 eine zweibändige Jubiläumsfestschrift aus Anlass der 650-Jahr-Feier der Stadt Euskirchen herausgab, an der sich Peter Simons mit zwei Aufsätzen beteiligte. Als er am 18. September 1954 auf mehr als 50 Jahre im Dienste der Heimatforschung zurückblicken konnte, hatte er mehr als 400 Beiträge über die Frühgeschichte, das Mittelalter, und die beginnende Neuzeit des rheinischen Raumes verfasst, davon allein 26 Ortsgeschichten über Orte des Kreises Euskirchen, des Kreises Düren und Kölner Stadtteile. Die „Dürener Zeitung“ würdigte die Verdienste Peter Simons als Regionalhistoriker.
Nach seinem Tode erschienen mehrere Nachrufe, die Simons Verdienste als Heimatforscher und Regionalhistoriker würdigten, der unter schwierigsten Arbeitsbedingungen bisher unbekannte Quellen und Archive für die Wissenschaft zugänglich gemacht habe. Seine Veröffentlichungen wurden als von überregionaler Bedeutung bezeichnet und der Erhalt seines Nachlasses sollte gesichert werden.
Seine Ortsgeschichten sind zum Teil durch neuere Forschungsergebnisse überholt, doch bleibt seine Grundlagenforschung zur Regionalgeschichte eine Pionierarbeit, auf die auch heute noch zurückgegriffen wird.

## Veröffentlichungen (Auswahl)
- Geschichte der jülichschen Unterherrschaft Bollheim: in Euskirchener Volkszeitung 1907.
- Quellen zur Erschließung der Geschichte der Stadt Zülpich. Zülpicher Volkszeitung 1910 uns 1912.
- Illustrierte Geschichte von Deutz, Vingst, Kalk und Poll – ein Beitrag zur Geschichte des kurkölnischen Amtes Deutz. Nagelschmidtsche Buchdruckerei Deutz. 1913.
- Aus Euskirchens alten Tagen. Eine Geschichte der „Jülicher Mithauptstadt“ von den ältesten Zeiten bis auf die Gegenwart mit Berücksichtigung der benachbarten Ortschaften in: Unsere Heimat, Beilage zum Euskirchener Volksblatt 1. Jahrgang 1924.
- Entwicklung des Verkehrswesens in der Euskirchener Gegend in: Unsere Heimat, Beilage zum Euskirchener Volksblatt 6. und 7. Jahrgang 1929 und 1930
- Das Emporsteigen der Stadt Euskirchen in der ersten Hälfte des 19. Jahrhunderts in: Der Kreis Euskirchen. Westdeutsche Blätter für Wirtschaft-Verkehr-Technik-Architektur.
- Friesheim: Geschichte der domkapitularischen Herrschaft. 1933
- Niederberg. Geschichte seiner domdechantischen Herrschaft und der Burg. Euskirchen 1934
- Bliesheim Geschichte der Kölner Stiftsherrschaft Mariengraden. Doepgen Euskirchen 1936
- Weilerswist. Geschichte der kurkölnischen Herrlichkeit von den ältesten Zeiten bis auf die Gegenwart. Volksblatt Verlag Euskirchen. 1939
- Die Gemeinde Kierdorf – Ihre Geschichte von den ältesten Zeiten bis zur Gegenwart. Liblar 1940
- Beiträge zur Topographie Alt-Euskirchens in: 650 Jahre Stadt Euskirchen. Festschrift zum Stadtjubiläum. 1. Band 1952
- Die Gerichtsbarkeit im alten und neuen Euskirchen in: 650 Jahre Stadt Euskirchen. Festschrift zum Stadtjubiläum. 2. Band 1952

## Gedenken
Zur Erinnerung an Peter Simons benannte der Rat der Stadt Euskirchen 1959 eine Straße unweit der heutigen Kreisverwaltung nach ihm. Auch in Nemmenich erfolgte 2005 eine Straßenbenennung auf seinen Namen.

## Nachlass
Der Nachlass seiner Schriften ist über mehrere Archive zerstreut. Teile des Nachlasses sind heute im Stadt- und Kreisarchiv Düren, im Stadt- und Kreisarchiv Euskirchen, im Stadtarchiv Erftstadt, im Archiv der Gemeinde Weilerswist, im Stadtarchiv Zülpich, im Historischen Archiv der Stadt Köln sowie im Pfarrarchiv Mönchengladbach-Hardt.